# Кирни, Майкл Кевин
Майкл Кевин Кирни (родился 18 января 1984 года в Гонолулу, Гавайи, США) — бывший вундеркинд, известен благодаря установлению нескольких мировых рекордов и преподаванию в колледже в возрасте 17 лет.

## Ранняя жизнь
Майкл находился на домашнем обучении собственных родителей, в частности матери, американки японского происхождения. Ему был поставлен диагноз СДВГ, и родители отказались использовать предлагаемый по рецепту метилфенидат. Младшая сестра Майкла, Меган, также является вундеркиндом.
Уже в четыре месяца Майкл произнёс первые слова. В возрасте шести месяцев он сказал на приёме у педиатра «У меня инфекция в левом ухе», а читать научился в возрасте десяти месяцев. Когда Майклу было четыре года, он прошёл диагностический тест Джонса Хопкинса по программе математики. Без особой подготовки к экзамену Майкл набрал высший балл.
Он учился в средней школе Сан-Марин в Новато, Калифорния, в течение одного года, окончив её в возрасте шести лет в 1990 году. Он поступил в Младший Колледж Санта-Роса, округ Сонома, Калифорния, который окончил в возрасте 8 лет по специальности «геология». Занесён в Книгу рекордов Гиннесса как самый молодой выпускник университета в мире (10 лет), получивший степень бакалавра в области антропологии Университета Южной Алабамы.

## Исследования и обучение
Майкл окончил Государственный университет Среднего Теннесси со степенью магистра в области биохимии в возрасте 14 лет. Его 118-страничная диссертация называется «Кинетические изотопные эффекты фосфорилазы тимидина». Его исследования направлены на кинетику гликозилтрансфераз, участвующих в синтеза нуклеотидов. Какое-то время он был самым молодым аспирантом мира и обладателем нескольких рекордов Гиннесса, но рекорд по степени магистра был побит индийцем Тасагатом Аватаром Тулси.

## Участие в интеллектуальных шоу
В октябре 2006 года Майкл стал финалистом игры-головоломки Марка Барнетта «Gold Rush», выиграв $ 100 000. В ноябре 2006 года перед аудиторией передачи «Вечерние развлечения» он выиграл главный приз, который составлял $ 1 000 000. Кирни также принимал участие в игре «Кто хочет стать миллионером?», которая транслировалась 25 и 28 апреля 2008 года. Он ушёл с $ 25 000.
Кирни был также участником шоу «Пароль на миллион долларов», которое транслировалось 14 июня 2009 года, но не прошёл отборочный тур после поражения в тай-брейке.